# Emma Kete
Emma Jillian Kete (Auckland, 1º settembre 1987) è una calciatrice neozelandese, attaccante del Seattle Reign e della nazionale neozelandese.

## Carriera

### Nazionale
Nell'estate 2006 Kete viene convocata dalla Federazione calcistica della Nuova Zelanda (New Zealand Football - NZF) per vestire la maglia della formazione Under-20 impegnata al Mondiale di Russia 2006. Impiegata in tutti i tre incontri del gruppo A disputati dalla sua nazionale, con due sconfitte e un pareggio che le valgono l'ultimo posto nel girone condivide con le compagne l'eliminazione della Nuova Zelanda già alla fase a gironi.
Di un anno più tardi la sua convocazione nella nazionale maggiore, con la quale fa il suo debutto il 4 febbraio 2007 con l'Australia. Sigla la sua prima rete in nazionale A quello stesso anno, l'11 aprile, fissando il risultato sul definitivo 8-0 nell'incontro dove la Nuova Zelanda supera le Isole Salomone in occasione della Coppa delle nazioni oceaniane di Papua Nuova Guinea 2007. Festeggia al termine del torneo il terzo titolo continentale e la conseguente qualificazione al Mondiale di Cina 2007, tuttavia il CT John Herdman decise di non inserirla nella rosa delle giocatrici che partecipano al Mondiale.
Nell'estate successiva Herdman la convoca invece per il torneo femminile dell'Olimpiade di Pechino 2008 Kete scende in campo in tutti e tre gli incontri giocati dalla Nuova Zelanda nel gruppo G che, con due sconfitte e un pareggio, termina all'ultimo posto nel girone condivide con le compagne l'eliminazione della sua squadra già alla fase a gironi.
Convocata da Herdman per l'edizione casalinga della Coppa delle nazioni oceaniane femminile 2010, Kete scende in campo in due dei cinque incontri giocati dalla Nuova Zelanda che, travolgendo in finale per 11-0 le avversarie di Papua Nuova Guinea si aggiudicano il torneo per la quarta volta, la seconda per Kete, conquistando così l'unico posto disponibile per la fase finale del Mondiale di Germania 2011.
Con l'arrivo di Tony Readings sulla panchina della nazionale, Kete fatica a trovare un posto disponibile; non viene inserita in rosa nell'Olimpiade di Londra 2012 e non gioca alcun incontro nei tre anni successivi, tuttavia Readings la convoca per la fase finale del Mondiale di Canada 2015, senza comunque essere impiegata nel torneo.
Tom Sermanni, CT della nazionale neozelandese dal 2018, decide di convocarla per l'edizione inaugurale della Cup of Nations, dove scende nuovamente in campo a quattro anni dalla convocazione a Canada 2015. In seguito Sermanni la inserisce anche in rosa per il Mondiale di Francia 2019.

## Palmarès

### Club
- Campionato australiano: 2

Canberra United: 2011-2012
Sydney FC : 2012-2013
- Campionato finlandese: 1

PK-35 Vantaa: 2011
- Coppa di Finlandia: 1

PK-35 Vantaa: 2011
- Women's Super League Cup: 1

PK-35 Vantaa: 2014

### Nazionale
- Coppa delle nazioni oceaniane femminile: 2

2007, 2010